# Grupo de Música Contemporânea de Porto Alegre

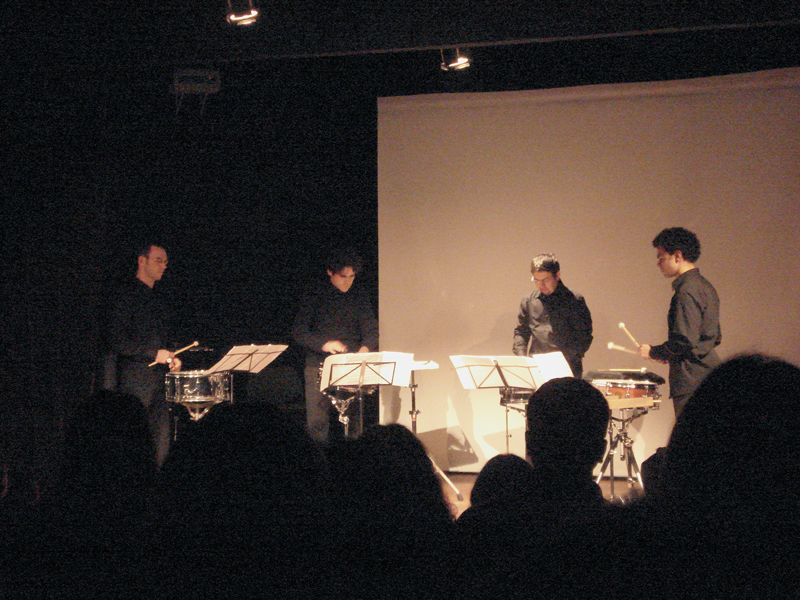
Recital no Instituto Goethe, 2008

O Grupo de Música Contemporânea de Porto Alegre é um conjunto camerístico de Porto Alegre, Brasil.
O foco de seu trabalho é a interpretação de obras de compositores eruditos contemporâneos, em especial portoalegrenses. O grupo é formado por integrantes de renomadas orquestras do estado, como a OSPA, a Orquestra Theatro São Pedro e a Orquestra Filarmômica da PUC-RS. Seu diretor musical é Diego Silveira. O grupo já realizou diversos recitais, participou de programas televisivos e tem discografia.